# Paleólogo de Pésaro
La familia Paleólogo (en italiano: Paleologo), fue una familia noble de Pésaro, Italia, que posteriormente se estableció en Inglaterra en el siglo XVII. Es posible que fueran descendientes supervivientes de la dinastía Paleólogo , gobernantes del Imperio bizantino desde 1259/1261 hasta su caída en 1453.
Los miembros de la familia afirmaban ser descendientes de Tomás Paleólogo, hermano menor del último emperador bizantino, Constantino XI Paleólogo, aunque los historiadores modernos discrepan sobre la veracidad de su línea de descendencia. Con la excepción de una sola figura en su supuesta genealogía, un hijo de Tomás llamado Juan, ausente en las fuentes contemporáneas, su supuesta línea de descendencia puede verificarse mediante documentos de Pésaro. Ninguno de sus contemporáneos dudó jamás de sus pretensiones de ascendencia imperial. Si eran descendientes de los emperadores Paleólogo, eran los últimos miembros vivos de la dinastía Paleólogo.
Durante gran parte de su historia temprana en Pesaro, los miembros de la familia Paleólogo sirvieron a la Casa gobernante de Della Rovere de la ciudad en una capacidad militar. Después de que los hermanos Leonidas y Scipione Paleologus, junto con su sobrino Teodoro, fueran arrestados por intento de asesinato, la familia cayó en desgracia en Pesaro y Theodore se vio obligado a exiliarse. Después de trabajar como soldado y asesino, Teodoro llegó a Inglaterra en 1597 y finalmente se estableció en Cornualles. Tuvo varios hijos, pero solo uno de ellos, Fernando, quien más tarde se estableció en Barbados, se sabe que tuvo hijos propios. El último miembro vivo conocido de la familia, Godscall Paleólogo, está atestiguado por última vez como un bebé recién nacido en 1694 y su destino posterior es desconocido.